# ميوات
موات رمزها «MW» (بالإنجليزية: Mewat) ، هو تقسيم إداري لدولة الهند تتبع ولاية هاريانا (بالإنجليزية: Haryana) ، مركزها هو مدينة نوح (بالإنجليزية: Nuh) عدد سكانها حسب تعداد سنة 2001 هو 993,000 ، مساحتها 1,765 كم² وكثافة السكان 562 لكل كم² .